# Myersiohyla kanaima
Myersiohyla kanaima là một loài ếch thuộc họ Nhái bén.
Loài này có ở Guyana, có thể cả Brasil, và có thể cả Venezuela.
Môi trường sống tự nhiên của chúng là rừng ẩm vùng đất thấp nhiệt đới hoặc cận nhiệt đới, vùng núi ẩm nhiệt đới hoặc cận nhiệt đới, và sông ngòi.